# Ali Al Thani
Ali Hassan Ali Hussain Al Thani (16 agosto 1972) è un ex calciatore bahreinita, di ruolo portiere.

## Carriera

### Club
Nel 2011, dopo aver giocato all'Al-Muharraq, è stato acquistato dall'Al-Bahrain, con cui ha concluso la propria carriera nel 2015.

### Nazionale
Ha debuttato in Nazionale nel 2002. Ha partecipato, con la Nazionale, alla Coppa d'Asia 2007. Ha collezionato in totale, con la maglia della Nazionale, 30 presenze.